# Nenjū gyōji emaki
Le Nenjū gyōji emaki (年中行事絵巻), en français les « Rouleaux enluminés du cycle annuel des célébrations », était un emaki commandé par l’empereur Go-Shirakawa pour illustrer les cérémonies et festivals tenus à la capitale impériale du Japon durant une année. L’œuvre originale, réalisée dans la seconde moitié du XIIe siècle, était composée de quelque soixante rouleaux de papiers peints et calligraphiés, aujourd’hui perdus. Il subsiste en revanche plusieurs copies, dont la plus soignée en dix-neuf rouleaux datant du début du XVIIe siècle est conservée dans la collection privée de la famille Tanaka.

## Art desemaki
Apparu au Japon entre le VIe siècle et le VIIIe siècle grâce aux échanges avec l’Empire chinois, l’art de l’emaki se diffusa largement auprès de l’aristocratie à l’époque de Heian. Un emaki se compose d’un ou plusieurs longs rouleaux de papier narrant une histoire au moyen de textes et de peintures de style yamato-e. Le lecteur découvre le récit en déroulant progressivement les rouleaux avec une main tout en le ré-enroulant avec l’autre main, de droite à gauche (selon le sens d’écriture du japonais), de sorte que seule une portion de texte ou d’image d’une soixantaine de centimètres est visible. La narration suppose un enchaînement de scènes dont le rythme, la composition et les transitions relèvent entièrement de la sensibilité et de la technique de l’artiste. Les thèmes des récits étaient très variés : illustrations de romans, de chroniques historiques, de textes religieux, de biographies de personnages célèbres, d’anecdotes humoristiques ou fantastiques…

## Emakioriginal
En 1158, après s’être retiré (système de l’insei), l’empereur et mécène Go-Shirakawa commande la réalisation d’un emaki décrivant les nombreux rites, cérémonies et célébrations tenus au palais impérial de Heian-kyō (de nos jours Kyoto) durant une année en fonction des mois lunaires et des saisons. Craignant leur oubli par les générations futures, il décide en effet de les léguer sous forme textuelle et picturales,. Le protocole codifié du calendrier annuel des cérémonies et rites, tant religieux que profanes, occupe une place primordiale dans le quotidien de la cour impériale durant l’époque de Heian (IXe siècle), car la prospérité du pays en dépend dans la croyance nationale. Nenjū gyōji signifie ainsi le « cycle annuel des célébrations » selon la traduction de Francine Hérail. Durant le vivant de Go-Shirakawa et donc la confection de l’emaki, la cour connaît un regain d’intérêt pour les anciens rites et cérémonies.
D’après les documents historiques, l’œuvre originale était composée d’une soixantaine de rouleaux décrivant par le menu l’ensemble du calendrier annuel des célébrations à la cour, à la capitale ou dans les édifices religieux (temples bouddhiques, sanctuaires shinto), ainsi que quelques divertissements,. Il s’agissait peut-être d’un des emaki les plus volumineux. Le peintre ayant supervisé la confection n’est pas connu avec certitude, bien qu’une hypothèse incertaine avance le nom de Tokiwa Mitsunaga, un maître-peintre de yamato-e actif au moment de la création estimée de l’œuvre, qui commence vraisemblablement en 1158 et s’achève durant les années 1160 ou au plus tard 1177,,,. Il est également possible que plusieurs peintres aient supervisé la réalisation au sein d’un ou plusieurs ateliers de peintures, en raison de la taille imposante de l’emaki et des variations de style.
Las, le Nenjū gyōji emaki ne nous est pas parvenu : peu de temps après sa réalisation, plus de la moitié disparaît dans un incendie au palais impérial. Au début du XVIIe siècle, il n’en reste que dix-neuf rouleaux selon Dietrich Seckel, qui sont finalement perdus dans deux incendies en 1653 et 1661. 
Des documents d’époque, comme le roman du Dit du Genji, montrent que l’emaki n’était pas le premier exemple d’illustrations du calendrier cérémonial annuel,.

## Copies
En 1626, l’empereur Go-Mizunoo ordonne la copie des rouleaux restants du Nenjū gyōji emaki pour en préserver le contenu. Le peintre Sumiyoshi Jokei supervise les travaux. L’école de peinture Sumiyoshi, qui devient prépondérante à l’époque d'Edo, réalise de nombreuses copies de chefs-d’œuvre anciens sur commande du shogunat Tokugawa. Cette copie, conservée au début dans la collection des Sumiyoshi, puis dans la collection de la famille Tanaka, échappe à la destruction et offre de nos jours un aperçu probablement assez fidèle de l’œuvre originale,,. Cette version se compose de seize rouleaux, dont sept seulement en couleur, auxquels s’ajoutent trois autres rouleaux copiés au XIXe ou au XXe siècle,,. Leur hauteur est particulièrement grande pour un emaki, environ cinquante centimètres.
La famille Takatsukasa possède une copie de dix-neuf rouleaux conservés dans les Collections impériales, issue d’une autre copie de la famille Matsuoka d’après un commentaire dans l’œuvre, qui montre quelques scènes inédites dans la version Tanaka. L’université de Kyoto détient une version en trente rouleaux copiés en 1788 et 1789 par Yamada Ibun, très proche de la version Tanaka. La collection Suzuka de Kyoto possède un seul rouleau en noir et blanc, également de la main de Yamada Ibun. Citons encore les deux copies de la bibliothèque Yōmei bunko de Kyoto : la première de sept rouleaux datant du XVIIIe siècle et la seconde de onze rouleaux (cinq ayant disparu) réalisée par Hara Zaimei en 1840.
Une copie de quarante-six rouleaux a été réalisée par des peintres de l’école Kanō sous la direction de Seisen Takenobu entre 1774 et 1823, à partir d’autres copies conservées par des nobles. Moins soignée mais plus complète, quoique certains rouleaux puissent être faux s’agissant d’une copie de copies, cette version est conservée au musée national de Tokyo.
Plus généralement, un grand nombre copies, réalisées d’après l’original ou non, subsistent de nos jours, souvent en noir et blanc. La totalité des scènes existantes représente quelque vingt rouleaux de l’œuvre originale.

## Style et composition
Le style pictural des emaki de la période de confection de l’œuvre originale est le yamato-e, caractérisé par la sensibilité des couleurs, les compositions décoratives ainsi que la représentation des thèmes, paysages et gens de l'archipel. À l’époque de Heian, les œuvres yamato-e peuvent être classées en deux grands groupes : les peintures de la cour (onna-e), aux compositions statiques, lyriques et richement colorées, illustrant les sujets liés à la noblesse (romans, journaux intimes...) ; et les peintures populaires (otoko-e), aux traits plus dynamiques et expressifs avec des couleurs légères, mettant en images les sujets plus populaires (chroniques historiques, contes, légendes populaires...). Les emaki de l’époque suivante, celle de Kamakura, sont caractérisés par un mélange de ces deux genres. Des rouleaux comme le Ban dainagon ekotoba de Tokiwa Mitsunaga, et peut-être le Nenjū gyōji emaki si la copie est fidèle à l’original, témoignent de cette transition dans la seconde moitié du XIIe siècle. Le rendu des arbres est lui inspiré de la peinture chinoise des Tang.
Dans la copie de 1626, les portions de peintures aux couleurs opaques réalisées avec la technique du tsukuri-e côtoient des portions animées par la fluidité des lignes. La composition et le coloris sont très aboutis, témoignant de la grande maîtrise de l’atelier ayant conçu l’œuvre si la copie est fidèle, notamment pour les dispositions variées et ingénieuses des foules plus ou moins grouillantes, là encore à la manière du Ban dainagon ekotoba,. Les visages sont quant à eux expressifs et différenciés, proches de ceux du Shigisan engi emaki.
Les calligraphies décrivant les célébrations et leurs illustrations alternent tout au long des rouleaux. Dans les peintures, les transitions entre les différentes scènes sont généralement effectuées par des éléments de paysage : arbres, bâtiments ou murs en perspective cavalière, brouillard. Bien que l’œuvre se lise de droite à gauche, de nombreuses scènes sont organisées plutôt dans le sens contraire, via par exemple le mouvement des groupes de personnages ou l’orientation des bâtiments, contrairement aux compositions habituelles des emaki ; pour T. Minamoto, les artistes ont pu s’inspirer ou copier des peintures sur paravents de rites et cérémonies de la cour, thème classique du yamato-e, expliquant les variations de sens de lecture.
Autre détail peu fréquent, des annotations sont directement inscrites dans les peintures, par exemple pour indiquer le nom des bâtiments. Les rouleaux en noir et blanc possèdent en outre des indications minutieuses sur les couleurs à utiliser, montrant la précision que devait avoir l’œuvre originale pour les motifs des costumes et de l’architecture intérieure.

## Historiographie
Les copies du Nenjū gyōji emaki, bien que parcellaire, constituent une source d’information précieuse sur le quotidien des aristocrates à l’époque de Heian, ainsi que sur le protocole de différentes cérémonies qui rythment la vie de la cour impériale de Heian. Ils fournissent également un aperçu rare de la vie des bourgeois, d’habitude peu documentée, à travers les festivals populaires tenus à la capitale. 
Parmi les fêtes illustrées dans la version Tanaka figurent (liste quasi exhaustive) différentes célébrations tenues au Nouvel An (qui s’étalent sur plusieurs semaines), le rituel Gosai-e, la cérémonie d’attribution des rangs, le concours impérial d’archerie, le rituel du 3 mars dédié à l’étoile Polaire, un spectacle de bugaku, des combats de coqs, le rituel d’exorcisme du sanctuaire de Gion en juin, l’exorcisme du dernier jour de juin, le festival d’Omi Shinomiya, le banquet du seizième jour de la première lune, le banquet du vingtième jour de la première lune, le concours d’archerie à cheval, différents rites shinto, la procession au sanctuaire shinto Kamo, les festivals de Kamo d’avril et de novembre, le tribunal public de mai et décembre, et la danse yasurai hana du 10 mars,,,... La copie de l’école Kanō illustre de nouvelles célébrations, dont le banquet donné au cours de la première lune, le misogi, le festival d’Inari en avril et des batailles de toreaux. La version Takatsukasa décrit de plus les rites nommés Ie no hairei, Goryaku no sō, Saiin gokei et Ninnō-e, la visite annuelle au sanctuaire Kasuga en février et le rites de l’inspection des chevaux.
La précision des scènes apporte de surcroît de nombreuses informations sur l’architecture, le mobilier, les coutumes, les manières, les danses, les jardins ou encore les jeux (dont le kemari) à la cour,, ; la précision des costumes des classes sociales nobles, militaires et bourgeoises dans tous les contextes est également très informative. Les illustrations peuvent être recoupées avec les documents d’archives sur le plan du palais impérial, aujourd’hui disparu, et informent sur les bâtimens détruits et le style architectural shinden-zukuri,,.